# Persone di nome Nicolás/Calciatori
| Questa pagina contiene informazioni ricavate automaticamente dalle voci biografiche con l'ausilio del template Bio e di un bot. L'aggiornamento è periodico e automatico e ricostruisce completamente la pagina. Se manca una persona in questa lista, sei pregato di non aggiungerla, ma accertati piuttosto che la sua voce biografica contenga il template Bio e che i dati anagrafici siano correttamente compilati. Se il template Bio manca, inseriscilo tu stesso o, in alternativa, metti l'avviso {{tmp\|Bio}} che ne segnala la mancanza. Se i dati riportati sono sbagliati, correggi direttamente la voce biografica; le modifiche saranno visibili in questa lista entro pochi giorni. Per chiarimenti vedi il progetto antroponimi. La lista contiene solo le 149 persone che sono citate nell'enciclopedia e per le quali è stato implementato correttamente il template Bio. Pagina aggiornata al 22 lug 2025. |

Questa è una lista di persone presenti nell'enciclopedia che hanno il nome Nicolás e sono calciatori.

## A(8)
- Nicolás Acevedo, calciatore uruguaiano (Montevideo, n. 1999)
- Nicolás Aguirre, calciatore argentino (Chabás, n. 1990)
- Nicolás Albarracín, calciatore uruguaiano (Montevideo, n. 1993)
- Nicolás Amodio, ex calciatore uruguaiano (Montevideo, n. 1983)
- Nicolás Andereggen, calciatore argentino (San Jerónimo Norte, n. 1999)
- Nicolás Asencio, ex calciatore ecuadoriano (Machala, n. 1975)
- Nicolás Avellaneda, calciatore argentino (n. 1993)
- Nicolás Azambuja, calciatore uruguaiano (Salto, n. 2008)

## B(7)
- Nicolás Batista, ex calciatore argentino (Buenos Aires, n. 1991)
- Nicolás Bazzana, calciatore argentino (La Plata, n. 1996)
- Nicolás Benedetti, calciatore colombiano (Cali, n. 1997)
- Nicolás Berardo, calciatore argentino (San Basilio, n. 1990)
- Nicolás Bertolo, calciatore argentino (Córdoba, n. 1986)
- Nicolás Bianchi Arce, ex calciatore argentino (Buenos Aires, n. 1987)
- Nicolás Blandi, calciatore argentino (Campana, n. 1990)

## C(13)
- Nicolás Cambiasso, ex calciatore argentino (Buenos Aires, n. 1978)
- Nicolás Campos, calciatore uruguaiano (Toledo, n. 2005)
- Nicolás Canales, ex calciatore cileno (Santiago del Cile, n. 1985)
- Nicolás Capaldo, calciatore argentino (Santa Rosa, n. 1998)
- Nicolás Capellino, calciatore argentino (Humberto Primo, n. 1989)
- Nicolás Capraro, calciatore argentino (Buenos Aires, n. 1998)
- Nicolás Cardona, calciatore portoricano (Vieques, n. 1999)
- Nicolás Castillo, calciatore cileno (Santiago del Cile, n. 1993)
- Nicolás Castro, calciatore argentino (Rafaela, n. 2000)
- Nicolás Castro, calciatore argentino (Ranchos, n. 1990)
- Nicolás Cordero, calciatore argentino (Buenos Aires, n. 1999)
- Nicolás Correa, ex calciatore uruguaiano (Montevideo, n. 1983)
- Nicolás Crovetto, ex calciatore cileno (Coquimbo, n. 1986)

## D(11)
- Nicolás Daponte, calciatore argentino (San Justo, n. 1928 - † 1997)
- Nicolás Delgadillo, calciatore argentino (Buenos Aires, n. 1997)
- Nicolás Delmonte, calciatore argentino (Oliva, n. 1989)
- Nicolás Demartini, calciatore argentino (Rafael Calzada, n. 1999)
- Nicolás Dibble, calciatore uruguaiano (Colonia del Sacramento, n. 1994)
- Nicolás Diez, ex calciatore argentino (Buenos Aires, n. 1977)
- Nicolás Digiano, calciatore argentino (n. 1998)
- Nicolás Domingo, ex calciatore argentino (Totoras, n. 1985)
- Nicolás Domínguez, calciatore argentino (Haedo, n. 1998)
- Nicolás Dubersarsky, calciatore argentino (Córdoba, n. 2004)
- Nicolás Díaz, calciatore cileno (La Florida, n. 1999)

## E(1)
- Nicolás Estéfano, calciatore spagnolo (Barakaldo, n. 1947 - † 2016)

## F(13)
- Nicolás Falero, calciatore uruguaiano (Montevideo, n. 1921 - Montevideo, † 1986)
- Nicolás Fedor, calciatore venezuelano (Caracas, n. 1985)
- Nicolás Fernández Mercau, calciatore argentino (Buenos Aires, n. 2000)
- Nicolás Esteban Fernández Muñoz, calciatore cileno (n. 1999)
- Nicolás Fernández, calciatore argentino (Santa Fe, n. 1996)
- Nicolás Ferreyra, calciatore argentino (Río Cuarto, n. 1993)
- Nicolás Figueroa, calciatore peruviano (Lima, n. 2002)
- Nicolás Fonseca, calciatore uruguaiano (Napoli, n. 1998)
- Nicolás Franco, calciatore argentino (Azul, n. 1996)
- Nicolás Freire, calciatore argentino (Santa Lucía, n. 1994)
- Nicolás Freitas, calciatore uruguaiano (Montevideo, n. 1987)
- Nicolás Frutos, ex calciatore argentino (Santa Fe, n. 1981)
- Nicolás Fuica, calciatore uruguaiano (Maldonado, n. 2004)

## G(10)
- Nicolás Garayalde, calciatore argentino (n. 1999)
- Nicolás Gianni, ex calciatore argentino (Villa Lugano, n. 1982)
- Nicolás Giménez, calciatore argentino (San Justo, n. 1996)
- Nicolás Giraldo, calciatore colombiano (El Carmen de Viboral, n. 1993)
- Nico González, calciatore spagnolo (La Coruña, n. 2002)
- Nicolás González, calciatore argentino (Belén de Escobar, n. 1998)
- Nicolás Gorobsov, calciatore argentino (San Pedro, n. 1989)
- Nicolás Gorosito, calciatore argentino (Rafaela, n. 1988)
- Nicolás Guerra, calciatore cileno (Santiago del Cile, n. 1999)
- Nicolás Guirin, calciatore uruguaiano (Nueva Palmira, n. 1995)

## H(3)
- Nicolás Hernández Rodríguez, calciatore colombiano (Villavicencio, n. 1998)
- Nicolás Herranz, calciatore argentino (Rosario, n. 1994)
- Nico Hidalgo, calciatore spagnolo (Motril, n. 1992 - Granada, † 2025)

## I(1)
- Nicolás Ibáñez, calciatore argentino (Venado Tuerto, n. 1994)

## L(6)
- Nicolás Laméndola, calciatore argentino (San Miguel de Tucumán, n. 1998)
- Nicolás Leguizamón, calciatore argentino (Santa Fe, n. 1995)
- Nicolás Linares, calciatore argentino (Monte Grande, n. 1996)
- Nicolás Lombardo, calciatore e allenatore di calcio argentino (Buenos Aires, n. 1903)
- Nicolás López, calciatore uruguaiano (Montevideo, n. 1993)
- Nicolás López Macri, ex calciatore argentino (Rosario, n. 1990)

## M(17)
- Nicolás Machado, calciatore uruguaiano (Paysandú, n. 1997)
- Nicolás Maná, calciatore argentino (Piamonte, n. 1994)
- Nicolás Marichal, calciatore uruguaiano (Sarandí del Yí, n. 2001)
- Nicolás Martínez, calciatore uruguaiano (Montevideo, n. 1997)
- Nicolás Martínez, ex calciatore argentino (Viedma, n. 1987)
- Nicolás Maturana, calciatore cileno (Santiago del Cile, n. 1993)
- Nicolás Mazzola, calciatore argentino (Viedma, n. 1990)
- Nicolás Medina, ex calciatore argentino (Buenos Aires, n. 1982)
- Nicolás Medina Ríos, ex calciatore cileno (Santiago del Cile, n. 1987)
- Nico Melamed, calciatore spagnolo (Barcellona, n. 2001)
- Nicolás Mentxaka, calciatore spagnolo (Bilbao, n. 1939 - Bilbao, † 2014)
- Nicolás Meriano, calciatore argentino (Rosario, n. 2000)
- Nicolás Messiniti, calciatore argentino (Buenos Aires, n. 1996)
- Nicolás Milesi, calciatore uruguaiano (Young, n. 1992)
- Nicolás Miracco, calciatore argentino (Mar del Plata, n. 1991)
- Nicolás Morgantini, calciatore argentino (San Isidro, n. 1994)
- Nicolás Muñoz, calciatore panamense (Panama, n. 1981)

## N(3)
- Nicolás Navarro, ex calciatore argentino (Buenos Aires, n. 1985)
- Nicolás Navarro Castro, ex calciatore messicano (Città del Messico, n. 1963)
- Nicolás Nieri, calciatore peruviano (Lima, n. 1939 - † 2017)

## O(6)
- Nicolás Olmedo, ex calciatore argentino (Godoy Cruz, n. 1983)
- Nico Olsak, ex calciatore argentino (Buenos Aires, n. 1991)
- Nicolás Orellana, calciatore cileno (Santiago del Cile, n. 1995)
- Nicolás Orsini, calciatore argentino (Morteros, n. 1994)
- Nicolás Oróz, calciatore argentino (Villa Mercedes, n. 1994)
- Nicolás Otamendi, calciatore argentino (Buenos Aires, n. 1988)

## P(11)
- Nicolás Pantaleone, calciatore argentino (Buenos Aires, n. 1993)
- Nicolás Pareja, ex calciatore argentino (Buenos Aires, n. 1984)
- Nicolás Pasquini, calciatore argentino (Los Surgentes, n. 1991)
- Nicolás Pavlovich, ex calciatore argentino (Balcarce, n. 1978)
- Nicolás Paz, calciatore argentino (Santa Cruz de Tenerife, n. 2004)
- Nicolás Paz, calciatore argentino (Santiago del Estero, n. 2002)
- Nicolás Pelaitay, calciatore argentino (Nueve de Julio, n. 1992)
- Nicolás Peñailillo, calciatore cileno (Viña del Mar, n. 1991)
- Nicolás Peric, ex calciatore cileno (Talca, n. 1978)
- Nicolas Osvaldo Pisano, ex calciatore argentino (Buenos Aires, n. 1982)
- Nicolás Prieto, calciatore uruguaiano (Montevideo, n. 1992)

## Q(2)
- Nicolás Quagliata, calciatore uruguaiano (Montevideo, n. 1999)
- Nicolás Queiroz, calciatore uruguaiano (Montevideo, n. 1996)

## R(13)
- Nicolás Raimondi, ex calciatore uruguaiano (Montevideo, n. 1984)
- Nicolás Ramos, calciatore uruguaiano (Montevideo, n. 1999)
- Nicolás Ramírez Aguilera, calciatore cileno (Santiago del Cile, n. 1997)
- Nicolás Rizzo, calciatore argentino (Necochea, n. 1993)
- Nicolás Rodríguez, calciatore colombiano (San José del Guaviare, n. 2004)
- Nicolás Rodríguez, calciatore uruguaiano (Montevideo, n. 1991)
- Nicolás Rodríguez, calciatore uruguaiano (Rivera, n. 2001)
- Nicolás Rodríguez, calciatore uruguaiano (Montevideo, n. 1998)
- Nicolás Rodríguez, calciatore uruguaiano (Montevideo, n. 1998)
- Nicolás Rofrano, calciatore argentino
- Nicolás Romat, calciatore argentino (Azul, n. 1988)
- Nicolás Rossi, calciatore uruguaiano (Montevideo, n. 2002)
- Nicolás Daniel Ruiz Tabárez, ex calciatore venezuelano (Caracas, n. 1999)

## S(12)
- Nicolás Samayoa, calciatore guatemalteco (Città del Guatemala, n. 1995)
- Nicolás Sansotre, calciatore argentino (El Palomar, n. 1993)
- Nicolás Schenone, ex calciatore uruguaiano (Montevideo, n. 1986)
- Nicolás Schiappacasse, calciatore uruguaiano (Montevideo, n. 1999)
- Nico Serrano, calciatore spagnolo (Pamplona, n. 2003)
- Nicolás Servetto, calciatore argentino (Macachín, n. 1997)
- Nicolás Silva, calciatore argentino (Las Parejas, n. 1990)
- Nicolás Siri, calciatore uruguaiano (Montevideo, n. 2004)
- Nicolás Sosa, calciatore uruguaiano (Melo, n. 1996)
- Nicolás Spolli, ex calciatore argentino (Rosario, n. 1983)
- Nicolás Stefanelli, calciatore argentino (Buenos Aires, n. 1994)
- Nicolás Sánchez, calciatore argentino (Villa General Savio, n. 2004)

## T(5)
- Nicolás Tagliafico, calciatore argentino (Rafael Calzada, n. 1992)
- Nicolás Talpone, calciatore argentino (La Plata, n. 1996)
- Nicolás Thaller, calciatore argentino (Lanús, n. 1998)
- Nicolás Torres, ex calciatore argentino (Concepción del Uruguay, n. 1983)
- Nicolás Tripichio, calciatore argentino (Buenos Aires, n. 1996)

## V(4)
- Nicolás Valentini, calciatore argentino (Junín, n. 2001)
- Nicolás Vikonis, ex calciatore uruguaiano (Montevideo, n. 1984)
- Nicolás Vivaldo, calciatore argentino (n. 1896 - † 1990)
- Nicolás Vélez, ex calciatore argentino (Buenos Aires, n. 1990)

## W(1)
- Nicolás Wunsch, calciatore uruguaiano (Montevideo, n. 2003)

## Z(2)
- Nicolás Zalazar, calciatore argentino (Buenos Aires, n. 1997)
- Nicolás Zedán, calciatore cileno (Santiago del Cile, n. 2000)